# Fodbold i Spanien 2018-19
Fodbold i Spanien 2018-19 var den 117. sæson med turneringsfodbold i Spanien.

## Op- og nedrykning

### Pre-sæson
| Liga                       | Oprykning til liga | Nedrykning fra liga |
| -------------------------- | --- | --- |
| La Liga                    | - Huesca - Rayo Vallecano - Real Valladolid | - Málaga - Las Palmas - Deportivo La Coruña |
| Segunda División           | - Mallorca - Rayo Majadahonda - Elche - Extremadura | - Cultural Leonesa - Barcelona B - Sevilla Atlético - Lorca FC |
| Segunda División B         | - Almería B - Atlético Levante - Atlético Malagueño - Atlético Sanluqueño - Calahorra - Castellón - Conquense - Cultural Durango - Don Benito - Ejea - Espanyol B - Gimnástica Torrelavega - Ibiza - Internacional - Langreo - Oviedo B - Salamanca CF - Teruel - Unionistas | - Betis Deportivo - Caudal - Cerceda - Córdoba B - Deportivo Aragón - Écija - Formentera - Gimnástica Segoviana - Lealtad - Lorca Deportiva - Llagostera - Mérida - Osasuna B - Peña Deportiva - Peña Sport - Racing de Ferrol - Saguntino - Toledo |
| Primera División (kvinder) | - Logroño - Málaga | - Santa Teresa - Zaragoza CFF |

## Herrefodbold

### Ligasæson

#### La Liga
| Pos | Hold            | K  | V  | U  | T  | M+ | M- | MF  | P  | Kvalifikation eller nedrykning                |
| --- | --------------- | -- | -- | -- | -- | -- | -- | --- | -- | --------------------------------------------- |
| 1   | Barcelona       | 23 | 15 | 6  | 2  | 60 | 23 | +37 | 51 | Kvalifikation til Champions League gruppespil |
| 2   | Real Madrid     | 23 | 14 | 3  | 6  | 40 | 27 | +13 | 45 | Kvalifikation til Champions League gruppespil |
| 3   | Atlético Madrid | 23 | 12 | 8  | 3  | 33 | 17 | +16 | 44 | Kvalifikation til Champions League gruppespil |
| 4   | Sevilla         | 23 | 10 | 7  | 6  | 38 | 25 | +13 | 37 | Kvalifikation til Champions League gruppespil |
| 5   | Getafe          | 23 | 9  | 8  | 6  | 28 | 19 | +9  | 35 | Kvalifikation til Europa League gruppespil    |
| 6   | Alavés          | 23 | 10 | 5  | 8  | 24 | 27 | −3  | 35 | Kvalifikation til Europa League 2. kvalrunde  |
| 7   | Real Betis      | 23 | 9  | 5  | 9  | 26 | 29 | −3  | 32 |                                               |
| 8   | Valencia        | 23 | 6  | 13 | 4  | 24 | 20 | +4  | 31 |                                               |
| 9   | Real Sociedad   | 23 | 8  | 7  | 8  | 27 | 25 | +2  | 31 |                                               |
| 10  | Eibar           | 23 | 7  | 9  | 7  | 31 | 32 | −1  | 30 |                                               |
| 11  | Leganés         | 23 | 7  | 8  | 8  | 25 | 27 | −2  | 29 |                                               |
| 12  | Espanyol        | 23 | 8  | 4  | 11 | 27 | 37 | −10 | 28 |                                               |
| 13  | Athletic Bilbao | 23 | 5  | 12 | 6  | 23 | 28 | −5  | 27 |                                               |
| 14  | Levante         | 23 | 7  | 6  | 10 | 32 | 42 | −10 | 27 |                                               |
| 15  | Valladolid      | 23 | 6  | 8  | 9  | 19 | 28 | −9  | 26 |                                               |
| 16  | Celta Vigo      | 23 | 6  | 6  | 11 | 35 | 39 | −4  | 24 |                                               |
| 17  | Girona          | 23 | 5  | 9  | 9  | 23 | 33 | −10 | 24 |                                               |
| 18  | Rayo Vallecano  | 23 | 6  | 5  | 12 | 27 | 40 | −13 | 23 | Nedrykning til Segunda División               |
| 19  | Villarreal      | 23 | 3  | 11 | 9  | 23 | 31 | −8  | 20 | Nedrykning til Segunda División               |
| 20  | Huesca          | 23 | 4  | 6  | 13 | 23 | 39 | −16 | 18 | Nedrykning til Segunda División               |

#### Segunda División
| Pos | Hold                | K  | V  | U  | T  | M+ | M- | MF  | P  | Oprykning, kvalifikation eller nedrykning                             |
| --- | ------------------- | -- | -- | -- | -- | -- | -- | --- | -- | --------------------------------------------------------------------- |
| 1   | Osasuna (P)         | 42 | 26 | 9  | 7  | 59 | 35 | +24 | 87 | Oprykning til La Liga                                                 |
| 2   | Granada (P)         | 42 | 22 | 13 | 7  | 52 | 28 | +24 | 79 | Oprykning til La Liga                                                 |
| 3   | Málaga              | 42 | 21 | 11 | 10 | 51 | 31 | +20 | 74 | Kvalifikation til oprykningsplayoff                                   |
| 4   | Albacete            | 42 | 19 | 14 | 9  | 54 | 38 | +16 | 71 | Kvalifikation til oprykningsplayoff                                   |
| 5   | Mallorca (O, P)     | 42 | 19 | 12 | 11 | 53 | 37 | +16 | 69 | Kvalifikation til oprykningsplayoff                                   |
| 6   | Deportivo La Coruña | 42 | 17 | 17 | 8  | 49 | 31 | +18 | 68 | Kvalifikation til oprykningsplayoff                                   |
| 7   | Cádiz               | 42 | 16 | 16 | 10 | 53 | 36 | +17 | 64 |                                                                       |
| 8   | Oviedo              | 42 | 17 | 12 | 13 | 48 | 48 | 0   | 63 |                                                                       |
| 9   | Sporting Gijón      | 42 | 16 | 13 | 13 | 43 | 38 | +5  | 61 |                                                                       |
| 10  | Almería             | 42 | 15 | 15 | 12 | 51 | 39 | +12 | 60 |                                                                       |
| 11  | Elche               | 42 | 13 | 16 | 13 | 49 | 52 | −3  | 55 |                                                                       |
| 12  | Las Palmas          | 42 | 12 | 18 | 12 | 48 | 50 | −2  | 54 |                                                                       |
| 13  | Extremadura         | 42 | 14 | 11 | 17 | 43 | 47 | −4  | 53 |                                                                       |
| 14  | Alcorcón            | 42 | 14 | 10 | 18 | 35 | 41 | −6  | 52 |                                                                       |
| 15  | Zaragoza            | 42 | 13 | 12 | 17 | 49 | 51 | −2  | 51 |                                                                       |
| 16  | Tenerife            | 42 | 11 | 17 | 14 | 40 | 50 | −10 | 50 |                                                                       |
| 17  | Numancia            | 42 | 11 | 16 | 15 | 42 | 50 | −8  | 49 |                                                                       |
| 18  | Lugo                | 42 | 10 | 17 | 15 | 43 | 51 | −8  | 47 |                                                                       |
| 19  | Rayo Majadahonda    | 42 | 12 | 9  | 21 | 46 | 61 | −15 | 45 | Nedrykning til Segunda División B                                     |
| 20  | Gimnàstic           | 42 | 9  | 9  | 24 | 30 | 63 | −33 | 36 | Nedrykning til Segunda División B                                     |
| 21  | Córdoba             | 42 | 7  | 13 | 22 | 47 | 78 | −31 | 34 | Nedrykning til Segunda División B                                     |
| 22  | Reus (D)            | 42 | 5  | 6  | 31 | 16 | 48 | −32 | 0  | Diskvalificeret af fodboldforbundet på grund af finansielle problemer |

1. ↑  Lorca blev tvangsnedrykket til Tercera División på grund af finansielle problemer.
2. ↑  Ibiza blev rykket op fra Tercera División for at erstatte Lorca FC.
3. ↑  Cerceda blev tvangsnedrykket til Preferente Autonómica på grund af finansielle problemer.
4. ↑  Reus blev smidt ud af ligaen efter den første halvdel af sæsonen på grund af ubetalte lønninger. Deres kampen i anden halvdel af sæsonen blev tabt 0-1.[2]

##### Oprykningsplayoff
|  | Semifinaler         | Semifinaler | Semifinaler | Semifinaler |                     |   | Finale | Finale | Finale | Finale |
|  |                     |             |             |             |                     |   |        |        |        |        |
|  |                     |             |             |             |                     |   |        |        |        |        |
|  |                     |             |             |             |                     |   |        |        |        |        |
|  | Deportivo La Coruña | 4           | 1           | 5           |                     |   |        |        |        |        |
|  | Deportivo La Coruña | 4           | 1           | 5           |                     |   |        |        |        |        |
|  | Málaga              | 2           | 0           | 2           |                     |   |        |        |        |        |
|  | Málaga              | 2           | 0           | 2           | Deportivo La Coruña | 2 | 0      | 2      |        |        |
|  |                     |             |             |             | Deportivo La Coruña | 2 | 0      | 2      |        |        |
|  |                     | Mallorca    | 0           | 3           | 3                   |   |        |        |        |        |
|  | Mallorca            | Mallorca    | 0           | 3           | 3                   | 2 | 0      | 2      |        |        |
|  | Mallorca            |             |             |             |                     | 2 | 0      | 2      |        |        |
|  | Albacete            | 0           | 1           | 1           |                     |   |        |        |        |        |
|  | Albacete            | 0           | 1           | 1           |                     |   |        |        |        |        |

#### Segunda División B
| Pos | Hold                       | K  | P  |
| --- | -------------------------- | -- | -- |
| 1   | Fuenlabrada (O, P)         | 38 | 71 |
| 2   | Ponferradina (O, P)        | 38 | 69 |
| 3   | Atlético Madrid B          | 38 | 68 |
| 4   | Real Madrid Castilla       | 38 | 65 |
| 5   | Cultural Leonesa           | 38 | 65 |
| 6   | Pontevedra                 | 38 | 62 |
| 7   | Guijuelo                   | 38 | 59 |
| 8   | San Sebastián de los Reyes | 38 | 56 |
| 9   | Unionistas                 | 38 | 52 |
| 10  | Coruxo                     | 38 | 50 |
| 11  | Valladolid B               | 38 | 49 |
| 12  | Salamanca CF               | 38 | 49 |
| 13  | Burgos                     | 38 | 48 |
| 14  | Internacional              | 38 | 48 |
| 15  | Las Palmas Atlético        | 38 | 48 |
| 16  | Celta B (O)                | 38 | 46 |
| 17  | Rápido de Bouzas           | 38 | 38 |
| 18  | Unión Adarve               | 38 | 36 |
| 19  | Navalcarnero               | 38 | 25 |
| 20  | Deportivo Fabril           | 38 | 24 |

| Pos | Hold                    | K  | P  |
| --- | ----------------------- | -- | -- |
| 1   | Racing Santander (O, P) | 38 | 78 |
| 2   | UD Logroñés             | 38 | 72 |
| 3   | Mirandés (O, P)         | 38 | 69 |
| 4   | Barakaldo               | 38 | 61 |
| 5   | Oviedo B                | 38 | 59 |
| 6   | Athletic Bilbao B       | 38 | 57 |
| 7   | Leioa                   | 38 | 53 |
| 8   | Amorebieta              | 38 | 53 |
| 9   | Langreo                 | 38 | 52 |
| 10  | Calahorra               | 38 | 50 |
| 11  | Sporting Gijón B        | 38 | 49 |
| 12  | Real Sociedad B         | 38 | 45 |
| 13  | Izarra                  | 38 | 45 |
| 14  | Tudelano                | 38 | 45 |
| 15  | Arenas                  | 38 | 45 |
| 16  | Real Unión (O)          | 38 | 44 |
| 17  | Gernika                 | 38 | 42 |
| 18  | Vitoria                 | 38 | 35 |
| 19  | Gimnástica Torrelavega  | 38 | 32 |
| 20  | Cultural Durango        | 38 | 30 |

| Pos | Hold              | K  | P  |
| --- | ----------------- | -- | -- |
| 1   | Atlético Baleares | 38 | 75 |
| 2   | Hércules          | 38 | 67 |
| 3   | Villarreal B      | 38 | 62 |
| 4   | Cornellà          | 38 | 61 |
| 5   | Espanyol B        | 38 | 60 |
| 6   | Lleida Esportiu   | 38 | 56 |
| 7   | Badalona          | 38 | 56 |
| 8   | Barcelona B       | 38 | 53 |
| 9   | Ebro              | 38 | 52 |
| 10  | Olot              | 38 | 48 |
| 11  | Atlético Levante  | 38 | 45 |
| 12  | Sabadell          | 38 | 45 |
| 13  | Valencia Mestalla | 38 | 44 |
| 14  | Ejea              | 38 | 44 |
| 15  | Castellón         | 38 | 44 |
| 16  | Alcoyano          | 38 | 43 |
| 17  | Teruel            | 38 | 41 |
| 18  | Conquense         | 38 | 39 |
| 19  | Peralada          | 38 | 39 |
| 20  | Ontinyent         | 38 | 0  |

| Pos | Hold                 | K  | P  |
| --- | -------------------- | -- | -- |
| 1   | Recreativo           | 38 | 78 |
| 2   | Cartagena            | 38 | 75 |
| 3   | Melilla              | 38 | 72 |
| 4   | Badajoz              | 38 | 66 |
| 5   | UCAM Murcia          | 38 | 66 |
| 6   | Ibiza                | 38 | 63 |
| 7   | Marbella             | 38 | 60 |
| 8   | San Fernando         | 38 | 60 |
| 9   | Talavera de la Reina | 38 | 50 |
| 10  | Sevilla Atlético     | 38 | 48 |
| 11  | Murcia               | 38 | 48 |
| 12  | Linense              | 38 | 46 |
| 13  | Atlético Sanluqueño  | 38 | 46 |
| 14  | Recreativo Granada   | 38 | 45 |
| 15  | Don Benito           | 38 | 44 |
| 16  | Jumilla              | 38 | 43 |
| 17  | El Ejido             | 38 | 39 |
| 18  | Villanovense         | 38 | 38 |
| 19  | Atlético Malagueño   | 38 | 29 |
| 20  | Almería B            | 38 | 23 |

##### Gruppevindernes playoff
|  | Semifinale           | Semifinale  | Semifinale | Semifinale |                  |   | Finale | Finale | Finale | Finale |
|  |                      |             |            |            |                  |   |        |        |        |        |
|  |                      |             |            |            |                  |   |        |        |        |        |
|  |                      |             |            |            |                  |   |        |        |        |        |
|  | Racing Santander (a) | 0           | 1          | 1          |                  |   |        |        |        |        |
|  | Racing Santander (a) | 0           | 1          | 1          |                  |   |        |        |        |        |
|  | Atlético Baleares    | 0           | 1          | 1          |                  |   |        |        |        |        |
|  | Atlético Baleares    | 0           | 1          | 1          | Racing Santander | 1 | 0      | 1      |        |        |
|  |                      |             |            |            | Racing Santander | 1 | 0      | 1      |        |        |
|  |                      | Fuenlabrada | 2          | 0          | 2                |   |        |        |        |        |
|  | Fuenlabrada          | Fuenlabrada | 2          | 0          | 2                | 3 | 1      | 4      |        |        |
|  | Fuenlabrada          |             |            |            |                  | 3 | 1      | 4      |        |        |
|  | Recreativo           | 0           | 1          | 1          |                  |   |        |        |        |        |
|  | Recreativo           | 0           | 1          | 1          |                  |   |        |        |        |        |

### Pokalturneringer

#### Copa del Rey
| 25. maj 2019 21:00 CEST |

| Barcelona   | 1–2     | Valencia                      |
| ----------- | ------- | ----------------------------- |
| - Messi 73' | Rapport | - Gameiro 21' - Rodrigo 33' · |

| Benito Villamarín Tilskuere: 53.698 Dommer: Alberto Undiano Mallenco |

#### Supercopa de España
| 12. august 2018 21:00 WEST |

| Sevilla      | 1–2     | Barcelona                   |
| ------------ | ------- | --------------------------- |
| - Sarabia 9' | Rapport | - Piqué 42' - Dembélé 78' · |

| Stade Ibn Batouta, Tangier Tilskuere: 40.000 Dommer: Carlos del Cerro Grande (Madrid) |

#### Copa Federación de España
| Hold 1       | Samlet | Hold 2       | 1. kamp | 2. kamp |
| ------------ | ------ | ------------ | ------- | ------- |
| Mirandés (3) | 5–2    | Cornellà (3) | 3–0     | 2–2     |